# Jungle Queen

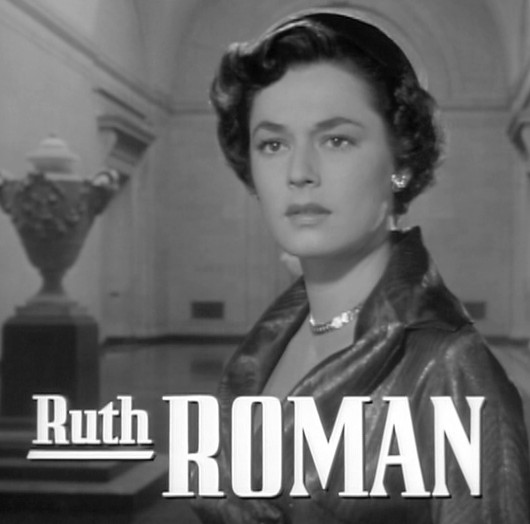
Ruth Roman, que personifica a "Rainha das Selvas" Lothel.

Jungle Queen é um seriado estadunidense de 1945, produzido pela Universal Pictures, no gênero aventura. Estrelado por Ruth Roman, foi dirigido por Lewis D. Collins e Ray Taylor. Seguia a linha, então em evidência nos seriados, de apresentar uma garota das selvas como heroína.
Este seriado foi reeditado como um filme de 70 minutos, e lançado na televisão em 1956 sob o título Jungle Safari.

## Sinopse
A trama ocorre durante a Segunda Guerra Mundial, apresentando os alemães disfarçados Dra. Elise Bork e seu ajudante Lang, que tentavam indispor as tribos tongghili contra as Forças Aliadas. Os estadunidenses Bob Elliott e Chuck Kelly, ao lado da jovem Pam Courtney, que procurava seu pai na selva, vêm em ajuda aos britânicos. Com a ajuda de Lother, a Rainha das Selvas (Ruth Roman), a vitória dos ingleses era garantida. Lother, que tinha o poder de andar sobre chamas e se tornar invisível, sumia numa labareda, da mesma forma misteriosa que surgira.

## Elenco
- Edward Norris … Bob Elliot
- Eddie Quillan … Chuck Kelly
- Douglass Dumbrille … Lang, o vilão nazista
- Lois Collier … Pamela Courtney
- Ruth Roman … Lothel, Rainha das Selvas
- Tala Birell … Dra. Elise Bork
- Clarence Muse … Kyba
- Cy Kendall … Tambosa Tim
- Clinton Rosemond … Godac
- Lumsden Hare … Mr X
- Lester Matthews … Comissário Braham Chatterton
- Napoleon Simpson … Maati
- Budd Buster … Jungle Jack
- Emmett Smith … Noma
- Jim Basquette … Orbon

## Crítica
Cline escreve que "although well produced, it often became bogged down with complicated plot twists, psychological debates and confusion as to who was on whose side, and what was really being accomplished" (”Apesar de bem produzido, muitas vezes esbarrou em reviravoltas num enredo complicado, debates psicológicos e confusão quanto a quem estava do lado de quem, e o que realmente estava acontecendo”). A Rainha da Selva nunca é devidamente explicada.

## Capítulos
1. Invitation to Danger
2. Jungle Sacrifice
3. The Flaming Mountain
4. Wildcat Stampede
5. The Burning Jungle
6. Danger Ship
7. Trip-wire Murder
8. The Mortar Bomb
9. Death Watch
10. Execution Chamber
11. The Trail of Doom
12. Dragged Under
13. The Secret of the Sword!

Fonte: